# Makarije Sokolović
Pour les articles homonymes, voir Sokolović.
Makarije Sokolović (en serbe cyrillique : Макарије Соколовић) fut patriarche de l'Église orthodoxe serbe de 1557 à 1571. Il faisait partie de la puissante dynastie serbe des Sokolović, à laquelle appartenait également le grand vizir ottoman Mehmed Pacha Sokolović, qui était sans doute son frère ou cousin (en serbo-croate le mot "brat" frère désigne le frère et le cousin). Il est considéré comme un saint par les Orthodoxes.
Makarije Sokolović fut le premier chef du Patriarcat de Peć rétabli en 1557 par Mehmed Pacha Sokolović.